# Allier (Altos Pirenéus)
Allier é uma comuna francesa na região administrativa de Occitânia, no departamento dos Altos Pirenéus. Estende-se por uma área de 3,69 km², Em 2010 a comuna tinha 433 habitantes (densidade: 117,3 hab./km²)..